# Linde MH Arena
Die Linde MH Arena (Eigenschreibweise: LINDE MH ARENA) ist eine Mehrzweckhalle im Stadtteil Leider der unterfränkischen Stadt Aschaffenburg, Bayern. Am 25. September 2024 erhielt die Arena einen neuen Namen. Nach dem Gabelstapler-Hersteller Linde Material Handling heißt die Veranstaltungshalle Linde MH Arena.

## Geschichte

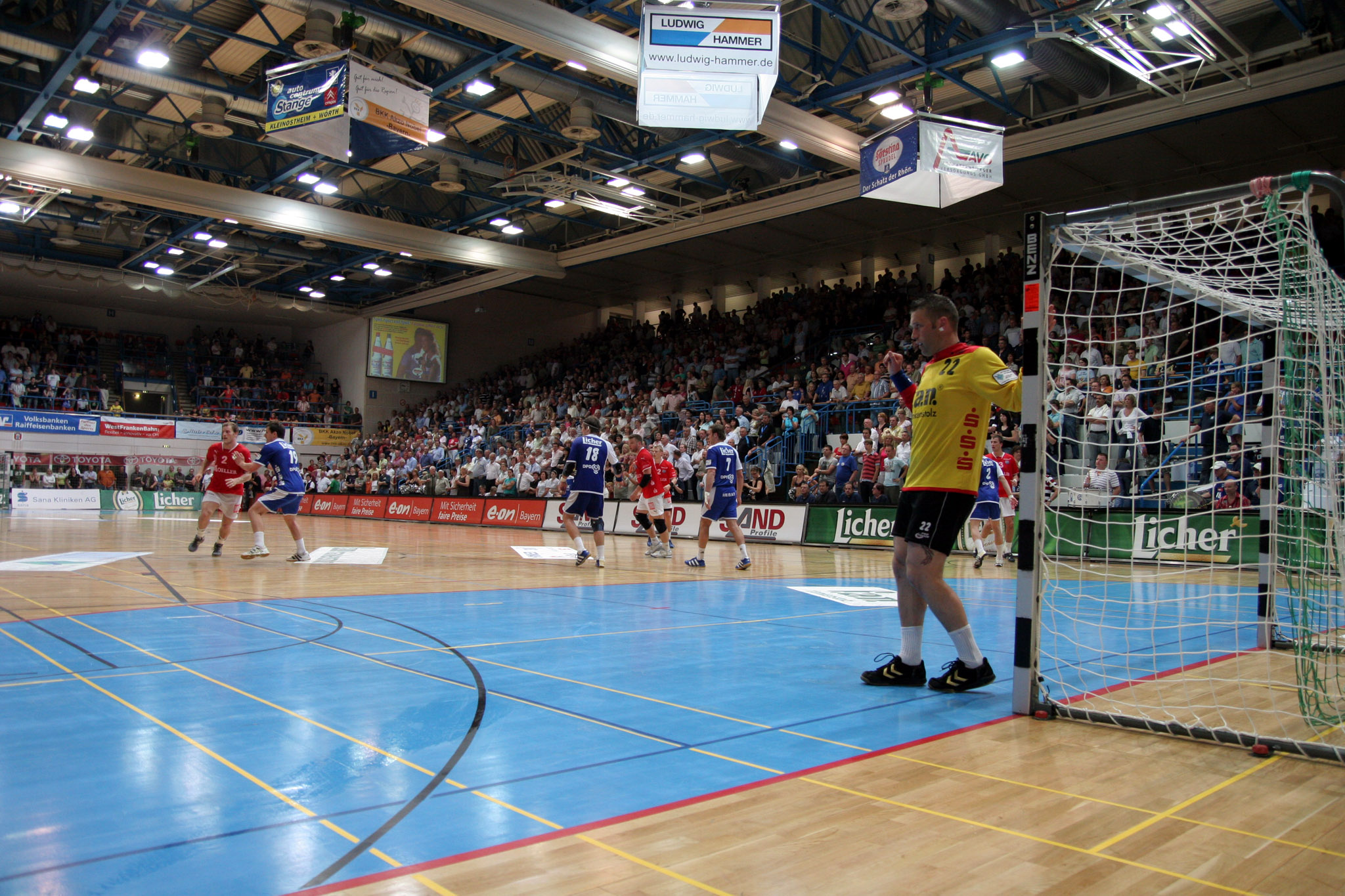
Die Arena während eines Bundesligaspiels des TV Großwallstadt

Die anfängliche Unterfrankenhalle wurde 1991 fertiggestellt. Im Rahmen der Handballspiele des TV Großwallstadt bot die Halle 4200 Plätze. Davon sind 3900 Sitz- und 300 Stehplätze. Für andere Veranstaltungen fasst die Halle bis zu 6000 Zuschauer.
Die Halle war Austragungsort für die meisten Heimspiele des früheren Handball-Bundesligisten TV Großwallstadt. Bis Juli 2007 hieß die Halle noch Unterfrankenhalle. Der Hauptsponsor f.a.n. frankenstolz hatte sich danach für 15 Jahre die Sponsorenrechte an der Halle gesichert. Die Abkürzung f.a.n. steht hierbei für frankenstolz, aschaffenburg und den Unternehmensgründer neumeyer. Zusätzlich wurde ein V.I.P.-Raum oberhalb des Parkhauses neben der Halle genehmigt und erstellt. Nach Ablauf der 15 Jahre wird der V.I.P.-Raum unentgeltlich in das Eigentum der Stadt übergehen.
Der Handballverein nutzte den V.I.P.-Raum vor allem für Sponsorenveranstaltungen während seiner Heimspiele. Darüber hinaus können im V.I.P.-Raum Veranstaltungen der Schulen und der Stadt organisiert werden, was die Vermarktungschancen der Mehrzweckhalle durch die Stadt erhöht.
Bekannt ist die Halle auch für ihre Nutzung im Ringen. Die Finalrundenkämpfe der RWG Mömbris-Königshofen in der Mannschafts-Bundesliga finden hier statt. Parkmöglichkeiten gibt es im Parkhaus neben der Halle, an der Eissporthalle und am Stadion am Schönbusch. Das Parken ist kostenlos. Direkt hinter der Halle befinden sich die Staatliche Berufsschule Aschaffenburg und der Main. Neben der Halle führt die Ebertbrücke über den Fluss.
Seit 2021 wird der StaplerCup in der Halle veranstaltet.
Am 4. Februar 2024 fand ein Spiel der deutschen Futsalnationalmannschaft gegen Spanien  in der Arena in Aschaffenburg statt. Deutschland gewann gegen den Weltranglistenzweiten mit 3:2 vor der deutschen Rekordkulisse von 3300 Zuschauern.